# Tarsonèmids
Els tarsonèmids (Tarsonemidae) són una família d'àcars, també anomenats àcars blancs.
Només es coneix un nombre limitat de gèneres (Steneotarsonemus, Polyphagotarsonemus, Phytonemus, Floridotarsonemus i Tarsonemus) que s'alimenten de plantes vasculars mentre que la majoria d'espècies d'aquesta família s'alimenten dels micelis de parets primes de fongs o possiblement d'algues. Fins i tot entre els àcars tarsonèmids que s'alimenten de plantes, la majoria es limiten a zones de nou creixement on les parets cel·lulars són primes i, per tant, fàcilment perforables. Tanmateix, dues espècies (l'aranya blanca dels hivernacles Polyphagotarsonemus latus i l'aranya del ciclamen Steneotarsonemus pallidus) són capaços d'alimentar-se de fulles més velles a causa de la seua capacitat d'injectar toxines durant l'alimentació (presumiblement d'origen glàndula salival) provocant un augment de cèl·lules de parets primes, és a dir, els llocs d'alimentació circumdants. Aquesta proliferació de nou creixement sovint dona lloc a fulles que apareixen caragolades, arrufades i retorçades.

## Taxonomia

### Subdivisió[3]
- Subfamília Pseudotarsonemoidinae
  - Tribu Tarsonemellini
  - Tribu Pseudotarsonemoidini
- Subfamília Acarapinae
  - Tribu Coreitarsonemini
- Subfamília Tarsoneminae
  - Tribu Hemitarsonemini
  - Tribu Steneotarsonemini
  - Tribu Tarsonemini
  - Tribu Pseudacarapin

### Gèneres destacats
- Acarapis
- Floridotarsonemus
- Fitònem
- Polyphagotarsonemus
- Steneotarsonemus
- Tarsonemus

## Control
Tot i que s'ha fet poca investigació sobre la gestió de plagues sobre la majoria d'espècies tarsonèmides, s'han fet estudis exhaustius sobre el control biològic i químic de l'aranya del ciclamen i l'aranya blanca dels hivernacles. Els assajos químics van demostrar que l'endosulfan i el dicofol van reduir constantment les densitats de P. latus i S. pallidus, i el material de plantació es pot descontaminar de manera efectiva mitjançant la fumigació amb bromur de metil o 1,2-dibromoetà. Tres fongs entomopatògens; Beauveria bassiana, Metarhizium anisopliae i Paecilomyces fumosoroseus, poden gestionar eficaçment les infestacions de l'aranya blanca dels hivernacles, obtenint-se amb B. bassiana la major reducció poblacional. Els àcars depredadors fitosièids, del gènere Neoseiulus, també poden controlar amb èxit P. latus i S. pallidus en condicions d'hivernacle i de camp.